# Elin Hallagård
Elin Helena Hallagård, ursprungligen Karlsson (fram till 2016), född 4 januari 1989 i Göteborg, är en svensk handbollsspelare (mittnia).

## Klubbkarriär
Elin Hallagård, då med efternamnet Karlsson, började karriären i klubben Tuve IF och spelade sedan som ungdom och junior i Bjurslätts IF.
2007, endast 18 år gammal, värvades Hallagård tillsammans med flera andra svenska spelare till danska Frederikshavn FOX Team Nord. Efter en säsong återvände hon till Göteborg och det nybildade laget Hisingens HK. Efter en säsong gick hon 2009 till BK Heid i elitserien. Tiden i Heid var mycket framgångsrik. Tillsamman med Caroline Levander och Adda Walther förde hon klubben framåt i elitserien.
2011 gjorde Hallagård landslagsdebut. Efter säsongen 2011/2012 valde Hallagård att skriva på för IK Sävehof. Där var hon med om att vinna sex SM-guld och spela i Champions League.
I elitseriens slutspel i maj 2015 ådrog Hallagård sig en allvarlig knäskada och kunde inte spela under 10 månader. Hon gjorde comeback efter skadan i februari 2016 och var med och förde Sävehof till ett nytt SM-guld 2016. Inför säsongen 2017/2018 förväntades hon bli en av Sävehofs bärande spelare men hon blev gravid och spelade inte på grund av detta. Hallagård har berättat i en intervju att hon då var lite trött på handboll, men när hon fött dottern Signe började hon må bättre och suget efter handboll kom tillbaka. Säsongen slutade med SM-guld för Hallagård och Sävehof. Det var hennes femte SM-titel.
Efter säsongen 2018/2019 slutade hon spela för Sävehof och återvände till BK Heid. Efter ett år i Heid meddelade hon att hon avslutade karriären.
2021 gjorde Hallagård oväntat comeback i Önnereds HK.

## Landslagskarriär
Landslagsdebuten skedde i september 2011 i träningsturneringen World Cup mot Spanien. Totalt deltog hon i fem landskamper och gjorde tre landslagsmål, detta år. Hon har också spelat två ungdomslandskamper.
Sju år senare gjorde hon överraskande mästerskapsdebut, vid EM 2018 sedan Sabina Jacobsen skadat sig. Hallagård spelade direkt i gruppspelsmatchen mot Montenegro, som laget förlorade. Debutmatchen slutade för Hallagård med rött kort efter tre utvisningar. Nästa match mot förhandsfavoriten Frankrike gick bättre. Matchen slutade oavgjord 21–21 och Hallagård gjorde en stabil insats i mittförsvaret.

## Meriter
- Sex SM-guld (2013, 2014, 2015, 2016, 2018 och 2019) med IK Sävehof
- EM 2018 i Frankrike: 6:a